# Philippe Poisson-Quinton
Philippe Poisson-Quinton (né le 29 juillet 1919 à Loches-sur-Ource, Aube, mort le 20 août 2005 à Cannes, Alpes-Maritimes) est un ingénieur français qui s'est illustré dans le domaine de l'aéronautique.

## Biographie
Après une licence à la Sorbonne en 1943, Philippe Poisson-Quinton entre à l'ESTP où il obtient son diplôme d'ingénieur. En 1945 il devient ingénieur de l'ENSICA.
Il passe une année à examiner les travaux de l'Allemagne nazie en aéronautique avant d'entrer en 1946 à l'Office national d'études et de recherches aérospatiales tout nouvellement créé : il y travaille d'abord comme ingénieur de recherches. Ses travaux portent sur l'aérodynamique transsonique et supersonique ainsi que l’essor vertical ou court. Dans les années 50 il développe les méthodes de contrôle des écoulements (actionneurs et senseurs). Il y deviendra directeur de la coopération internationale en 1984 et conseiller en 1985.
Il est également professeur à l'École nationale supérieure d'ingénieurs de constructions aéronautiques (1960-1996), à l'École nationale de l'aviation civile (1963-1995) et à l'École de guerre (1970-1995). Durant l'année universitaire 1975-1976 il est professeur invité à l'Université de Princeton. Son activité l'amène à être co-rédacteur en chef de la Nouvelle revue Aéronautique et Astronautique (anciennement Nouvelles de l'AAAF).

## Distinctions
- Compagnon de l'American Institute of Aeronautics and Astronautics.
- Compagnon de la Royal Aeronautical Society.
- Haut conseiller honoraire à l’ONERA (1985).
- En 1992, l'Association des Journalistes Professionnels de l’Aéronautique et de l’Espace (AJPAE) lui décerne le prix Icare.
- Président de l'Académie de l'air et de l'espace (1993-1994).
- Anneau Ludwig-Prandtl (1997).
- Médaille d’honneur de l’Association aéronautique et astronautique de France (2005)[2].